# NGC 6552
NGC 6552 је спирална галаксија у сазвежђу Змај која се налази на NGC листи објеката дубоког неба.
Деклинација објекта је + 66° 36' 55" а ректасцензија 18h 0m 7,0s. Привидна величина (магнитуда) објекта NGC 6552 износи 13,8 а фотографска магнитуда 14,6. NGC 6552 је још познат и под ознакама UGC 11096, MCG 11-22-18, CGCG 322-26, KUG 1800+666, IRAS 18001+6638, PGC 61252.